# Bundaberg

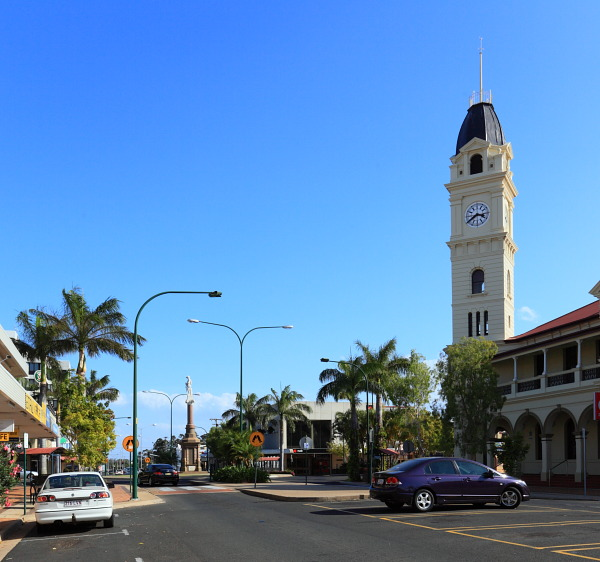

Bundaberg – miasto w Australii, w stanie Queensland, w pobliżu ujścia rzeki Burnett do Oceanu Spokojnego. Około 58 tys. mieszkańców.
Znajduje się tu duża cukrownia.

## Współpraca
- Nanning, Chińska Republika Ludowa
- Settsu, Japonia